# Mesterholdenes Europa Cup i håndbold 1979-80 (kvinder)
Mesterholdenes Europa Cup i håndbold 1979-80 for kvinder var den 20. udgave af Mesterholdenes Europa Cup i håndbold for kvinder. Turneringen blev afviklet som en cupturnering, hvor alle opgørene blev afviklet over to kampe, hvor holdene mødtes både ude og hjemme.
Turneringen blev vundet af RK Radnički fra Jugoslavien, som i finalen over to kampe besejrede Inter Bratislava fra Tjekkoslovakiet med 45-29. Det var anden gang i turneringens historie, at RK Radnički vandt titlen – første gang var i sæsonen 1975-76. Til gengæld var Inter Bratislava i finalen for første gang.
Danmarks repræsentant i turneringen var de danske mestre fra Svendborg HK, som blev slået ud i kvartfinalen, hvor holdet over to kampe tabte 31-37 til de senere finalister fra Inter Bratislava.

## Resultater

### 1/16-finaler
| Dato   | Dato   | Hjemmehold i 1. kamp | Udehold i 1. kamp               | Resultat | Resultat | Resultat |
| 1.kamp | 2.kamp | Hjemmehold i 1. kamp | Udehold i 1. kamp               | Samlet   | 1.kamp   | 2.kamp   |
| ------ | ------ | -------------------- | ------------------------------- | -------- | -------- | -------- |
| ?      | 14.10. | Neistin              | KF Fram                         | 15–31    | 06-13    | 09-18    |
| ?      | ?      | SSV Forst Brixen     | HBC Bascharage                  | ?–?      | ?-?      | 17-14    |
| 27.10. | 28.10. | Hapoel Ashdod        | Hypobank City-Center St. Pölten | 5–53     | 02-26    | 03-27    |
| -      | -      | Graphite Eagles      | Uilenspiegel Borgerhpul         | w.o.     | -        | -        |

### Ottendedelsfinaler
| Dato   | Dato   | Hjemmehold i 1. kamp            | Udehold i 1. kamp     | Resultat | Resultat | Resultat |
| 1.kamp | 2.kamp | Hjemmehold i 1. kamp            | Udehold i 1. kamp     | Samlet   | 1.kamp   | 2.kamp   |
| ------ | ------ | ------------------------------- | --------------------- | -------- | -------- | -------- |
| ?      | 7.12.  | RK Radnički                     | CS Ştiinţa Bacău      | 37–32    | 19-13    | 18-19    |
| -      | -      | TSV Bayer 04 Leverkusen         | KF Fram               | w.o.     | -        | -        |
| ?      | ?      | SSV Forst Brixen                | Troyes Omni Sports    | 23–45    | 11-23    | 12-22    |
| 7.12.  | ?      | Hypobank City-Center St. Pölten | Skogn IL              | 33–22    | 21-80    | 12-14    |
| 6.12.  | 12.12. | Mora Swift Roermond             | VIF G. Dimitrov Sofia | 17–36    | 09-17    | 08-19    |
| 29.11. | 7.12.  | Svendborg HK                    | Iber Valencia         | 32–23    | 21-90    | 11-14    |
| ?      | 10.12. | Inter Bratislava                | Graphite Eagles       | 61–80    | 35-40    | 26-40    |

### Kvartfinaler
| Dato   | Dato   | Hjemmehold i 1. kamp    | Udehold i 1. kamp               | Resultat | Resultat | Resultat |
| 1.kamp | 2.kamp | Hjemmehold i 1. kamp    | Udehold i 1. kamp               | Samlet   | 1.kamp   | 2.kamp   |
| ------ | ------ | ----------------------- | ------------------------------- | -------- | -------- | -------- |
| 28.1.  | ?      | TSV Bayer 04 Leverkusen | RK Radnički                     | 30–45    | 18-23    | 12-22    |
| ?      | 30.1.  | Troyes Omni Sports      | Polisens IF                     | 32–43    | 17-16    | 15-27    |
| ?      | ?      | VIF G. Dimitrov Sofia   | Hypobank City-Center St. Pölten | 35–27    | 22-15    | 13-12    |
| ?      | ?      | Inter Bratislava        | Svendborg HK                    | 37–31    | 19-14    | 18-17    |

### Semifinaler
| Dato   | Dato   | Hjemmehold i 1. kamp | Udehold i 1. kamp     | Resultat | Resultat | Resultat |
| 1.kamp | 2.kamp | Hjemmehold i 1. kamp | Udehold i 1. kamp     | Samlet   | 1.kamp   | 2.kamp   |
| ------ | ------ | -------------------- | --------------------- | -------- | -------- | -------- |
| 29.2.  | 9.3.   | RK Radnički          | Polisens IF           | 40–33    | 22-15    | 18-18    |
| 29.2.  | ?      | Inter Bratislava     | VIF G. Dimitrov Sofia | 37–31    | 19-14    | 18-17    |

### Finale
| Dato   | Dato   | Hjemmehold i 1. kamp | Udehold i 1. kamp | Resultat | Resultat | Resultat |
| 1.kamp | 2.kamp | Hjemmehold i 1. kamp | Udehold i 1. kamp | Samlet   | 1.kamp   | 2.kamp   |
| ------ | ------ | -------------------- | ----------------- | -------- | -------- | -------- |
| 23.3.  | 30.3.  | RK Radnički          | Inter Bratislava  | 45–29    | 23-10    | 22-19    |